# Katrín Jakobsdóttir
Katrín Jakobsdóttir (Reikiavik, 1 de febrero de 1976) es una política islandesa. Ocupó el cargo de primera ministra de Islandia desde el 30 de noviembre de 2017 hasta el 9 de abril de 2024, cuando dimitió para presentarse a las elecciones presidenciales del mismo año. Fue miembro del Althing (parlamento islandés) desde 2007 hasta 2024; ministra de Educación, Ciencia y Cultura entre el 1 de febrero de 2009 y el 23 de mayo de 2013, y fue presidenta del Movimiento de Izquierda-Verde desde el 23 de febrero de 2013 hasta el 5 de abril de 2024.

## Educación
Katrín se graduó en la Universidad de Islandia en 1999 como licenciada en islandés y francés, y en 2004, por la misma universidad, obtuvo una maestría en artes. Su tesis versó sobre la obra del escritor islandés de novela negra Arnaldur Indriðason.

## Carrera política
En 2007 fue elegida parlamentaria por la circunscripción norte de Reikiavik. En el parlamento integró los comités de educación y cultura, y de economía e impuestos. 
En febrero de 2009, luego de que el gobierno de centroderecha dirigido por Geir H. Haarde dimitiera a causa de las protestas por el negativo impacto de la crisis financiera en Islandia, Katrín pasó a formar parte de un gobierno provisional integrado por su partido en coalición con la Alianza Socialdemócrata, en el que asumió el cargo de ministra de Educación, Ciencia y Cultura. El 26 de abril de 2009, luego de una contundente victoria electoral de la coalición de socialdemócratas e izquierdas y verdes, fue confirmada en su ministerio.
Como ministra, Katrín llevó adelante una novedosa política de promoción de la industria creativa como medio para remontar los efectos de la crisis económica financiera. Dejó su cargo el 23 de mayo de 2013, después de que las elecciones de 27 de abril de 2013 dieran la victoria a la oposición de centroderecha.
El 23 de febrero de 2013 fue elegida presidenta del Movimiento de Izquierda-Verde (Vinstrihreyfingin – grænt framboð).
El 30 de noviembre de 2017 asumió como primera ministra de Islandia, tras la formación de una coalición entre el Movimiento de Izquierda-Verde, el Partido de la Independencia y el Partido Progresista, que juntos sumaron 35 de los 63 escaños del Althing.
Apoya el ingreso de Islandia a la Unión Europea y el establecimiento del euro como moneda.
Como jefa de gobierno, ha hecho que los impuestos sean más progresivos, ha invertido en viviendas sociales, ha ampliado el permiso parental y ha reducido las diferencias salariales entre hombres y mujeres. Ha tenido que hacer concesiones a sus socios de la derecha para mantener su coalición, como renunciar a la creación de un parque nacional en el centro del país.
En septiembre de 2021, casi cuatro años después de su toma de posesión, sigue siendo muy popular y deja una imagen de integridad y sinceridad. Su buena gestión de la pandemia de Covid-19 ha sido elogiada, ya que el país tiene uno de los mejores registros sanitarios de Europa, con 33 muertes.
Las elecciones parlamentarias de 2021 fueron un fracaso para el partido del primer ministro, el Movimiento de Izquierda y Verde, que perdió tres de sus once escaños en el Parlamento. Sin embargo, el gobierno de coalición conservó su mayoría y se iniciaron las negociaciones entre los partidos para renovar su acuerdo. Las encuestas realizadas en los días posteriores a las elecciones indican que una gran mayoría de islandeses quiere que Katrín Jakobsdóttir siga siendo primera ministra.